# Кільчень (селище)
Кільчень — селище в Україні, в Перещепинській міській громаді Самарівського району Дніпропетровської області. Населення становить — 261 особа, яка є офіційно прописаною в селищі Кільчень.

## Географічне розташування
Селище Кільчень знаходиться біля витоків річки Ягідна. Поруч проходить залізниця — станція Кільчень.

## Населення

### Мова
Розподіл населення за рідною мовою за даними перепису 2001 року:
| Мова       | Кількість | Відсоток |
| ---------- | --------- | -------- |
| українська | 368       | 92.7%    |
| російська  | 29        | 7.3%     |
| Усього     | 397       | 100%     |

## Історичні відомості
Селище почало активну розбудову у середині ХХ століття.
Станція Кільчень почала функціонувати з 1927 року. Проте, ще в квітні 1915 року з тодішнього Катеринослава до станції Кільчень був відправлений перший паровоз з одним пасажирським вагоном.
Відомо, що в 1919 році на території станції Кільчень діяло угрупування українофоба Денікіна. Проте в грудні того ж року, денікінців було знищено партизанами — комуністами.
З розповіді старожилів селища Кільчень відомо, що в роки Другої  Світової війни станція Кільчень була піддана до бомбардувальних атак з боку нацистів. Через що, сама будівля станції була частково знищена. Також, на території станції був аеродром німецько  загарбників (на сьогоднішній день там і досі є окопи, які ймовірно були спостережними пунктами для охорони аеродрому).
В 60 — 80 роки ХХ століття на станції Кільчень активно функціонувала рампа, — приймала вантаж по замовленню колгоспів та радгоспів ближніх населених пунктів. Не менш важливим вважалися залізничні гілки, котрі прямували до місцевих елеватора, станції збереження та перерозподілу нафтопродуктів, асфальтобетонного заводу. Також важливим було сполучення Кільчень — Свинокомплекс. Свинокомплекс, який був розташований за межами селища Кільчень та був одним із основних місць для праці місцевого населення ближніх сіл. На жаль, остання гілка була демонтована на початку ХХІ століття. Проте в той самий час, на замовлення Агрофірми «Олімпекс Агро» були заведені рейки до новозбудованого за сучасними технологіями елеватора, який працює з липня 2001 року по сьогоднішній день.
Створена ще в 1930 році Кільченська машино — тракторна станція в довоєнні роки обслуговувала Голубівські колгоспи. Під час війни була частково зруйнована. 20 вересня 1943 року територія сучасного селища Кільчень була звільнена від німецьких загарбників, ця подія дала змогу до кінця поточного року відновити роботу Кільченської МТС. Вцілілі трактори були передані колгоспу ім. Чапаєва, що розташовувався у селі Голубівка. А при самій МТС були створені курси трактористів. В 60 — 80 роки ХХ століття Кільченська МТС обслуговувала велику кількість сусідніх колгоспів і радгоспів. На сьогодні, на жаль — від будівлі лишилися лише спогади про її велику роботу.

## Сучасний стан
На 2023 рік — на території селища Кільчень працює одноіменна станція Кільчень. Є елеватор, який введений в експлуатацію в 1966 році та елеватор, який введений в експлуатацію в 2001 році. Також функціонує  фельдшерський пункт, відділення УкрПошти, два продуктово — господарчих магазини. На території колишнього асфальтно — бетонного заводу виробляються тротуарні та парканні бетонні плити.

## Громадська робота
В 2014 році в Новомосковському районі почала діяти громадсько- патріотична організація «ПРОМЕТЕЙ», яку разом з однодумцями заснував мешканець селища Кільчень Артур Ігорович Литвиненко.
У 2014—2015 рр. на території Голубівської сільської ради почав працювати Громадський рух «Голубівські патріоти», одним із засновників якого виступив житель Кільчені — Віталій Вікторович Кучка. З 1 грудня 2015 року Віталій заснував Громадський Рух "Я - Людина", який є дієвим і по сьогоднішній день.